# Villes saintes de l'Inde
 (octobre 2022).
Les villes saintes de l'Inde sont liées à l'hindouisme, au jaïnisme, au bouddhisme, à l'Islam ou au sikhisme.

## Villes saintes de l'hindouisme
Sept villes de l'Inde données dans le Gurana Purana sont considérées comme sacrées pour l'hindouisme. La libération, le moksha pourrait y être atteint plus facilement (elles sont toutes exclusivement végétariennes) :
- Varanasi ou Bénarès (Uttar Pradesh),
- Haridwar (Uttarakhand),
- Ayodhya (Uttar Pradesh), le lieu de naissance de Rāma,
- Mathura (Uttar Pradesh), le lieu de naissance de Krishna,
- Dwarka (Gujarat), le lieu où Krishna devient roi,
- Kanchipuram (Tamil Nadu),
- Ujjain (Madhya Pradesh).

Il existe encore des villes saintes comme :
- Gaya (Bihar), située sur les rives du Phalgu (ou Niranjana), où sont réalisés le rituel du Shraddha (culte des ancêtres)[1],
- Tirupati (Andhra Pradesh)
- Rishikesh dans l'Uttarakhand.

Quatre villes accueillent, à trois ans d'intervalle, le grand rassemblement de la Kumbhamela, chacune tous les 12 ans :
- Nashik (Maharashtra),
- Ujjain (Madhya Pradesh),
- Prayagraj, appelée aussi Prayag dans ce cas (Uttar Pradesh),
- Haridwar (Uttarakhand).

Quatre villes forment le pèlerinage le plus sacré, celui des quatre demeures divines (le Char Dham (en)), aux quatre points cardinaux de la carte mythologique de l'Inde :
- Badrinath (Uttarakhand), au nord, près de la source du Gange, associé à Badrinarayan, forme de Vishnou, et aux rishis Nar et Narayan[2],
- Puri (Odisha), à l'est, associé à Jagganath, forme de Krishna,
- Rameshvaram (Tamil Nadu), au sud, associé à Rama car sur le pont de Rama,
- Dwarka (Gujarat), à l'ouest, associé à Dwarkadhish, forme de Krishna.

### Autres villes saintes de l'hindouisme
On trouve de nombreuses villes saintes et hauts-lieux de pèlerinages hindous à travers tout le sous-continent indien. Beaucoup ont une échelle de rayonnement limitée à des régions du pays, à certains courants ou pratiques religieuses, :
- Pandharpur (District de Solapur, Maharashtra), sur les rives de la Chandrabhaga (Bhima), est la ville sainte majeure du culte de Vithala, dont elle abrite le sanctuaire. Pèlerinage surtout observé par les populations du centre-sud de l'Inde (Deccan) et les adeptes de certains courants du vishnouïsme, particulièrement durant le mois d'Ashadha (juin-juillet)[5].
- Tiruvannamalai (Tamil Nadu), ville sainte pour les adeptes du Shaiva Siddhanta (Shivaïsme tamoul) et les disciples du gourou Ramana Maharishi. Le mont Arunachala, qui domine la cité, et le temple shivaïte d'Arunachaleshwara, font l'objet de pèlerinages très importants chez les shivaïtes du sud-est de l'Inde, notamment durant le mois de Kartika (octobre-novembre).
- Shirdi (District d'Ahmednagar, Maharashtra), localité où vécut et mourût le gourou et fakir Sai Baba, au XIXe siècle. Il est essentiellement révéré dans la moitié sud de l'Inde et au Goudjerate[6].
- Tirunallar (en) (District de Karikal, Territoire de Pondichéry) et les huit autres localités où s'organisent le pèlerinage des Navagrahas, dans la région de Tanjore et Kumbakonam (Tamil Nadu). Pèlerinage surtout observé par les populations du sud-est de l'Inde, à destination de neuf localités qui abritent chacune un sanctuaire dédié à l'un des neuf corps célestes de la cosmologie hindoue[7]. Tirnoular est réputé pour son sanctuaire de Shani Bhagavan (Saturne), très fréquenté en période de Shani Peyarchi.
- Kurukshetra (Haryana), commune où aurait eu lieu la bataille de Kurukshetra, un épisode décisif du Mahabharata. De nombreux lieux saints (Brahma Sarovar et Sanhit Sarovar notamment) y sont l'objet de pèlerinages très suivis par les habitants du nord de l'Inde.

## Villes saintes dujaïnisme
- Palitana
- Shravanabelagola

## Villes saintes dubouddhisme
Quatre villes sont considérées comme saintes par les bouddhistes, dont trois en Inde :
- Bodhgaya, le lieu où Bouddha a atteint l'éveil (Bihar)
- Sarnath, le lieu du premier prêche (Uttar Pradesh)
- Kushinagar, le lieu où il mourut (Uttar Pradesh).

La quatrième, Lumbini, lieu de naissance du Bouddha, est au Népal.

## Ville sainte de l'Islam
- Ajmer (Rajasthan), lieu où est enterré l'un des grands saints de l'Islam, Kawaja, fondateur du soufisme indien au XIIe siècle, et où est célébré l'anniversaire de sa mort.

## Villes symboliques pour lessikhs
Les villes qui recèlent les cinq Takhts, les cinq temples majeurs du sikhisme sont considérées comme des places pour ainsi dire saintes; il s'agit de:
- Amritsar, également car fondée par Guru Ram Das, et où se trouve le Temple d'Or;
- Patna,
- Anandpur Sahib, d'importance car aussi elle a été la capitale de Guru Gobind Singh, et une ville emblématique de la résistance des Sikhs. Le baptême sikh dénommé Khalsa y est né.
- Nanded près d'Hyderabad,
- Damdama Sahib.

En outre, des villes sont importantes pour leur histoire avec le sikhisme comme:  
- Nankana Sahib (Penjab pakistanais), lieu de naissance de Guru Nanak, appelée alors Talwandi.
- Kartarpur (Penjab pakistanais), lieu de mort de Guru Nanak, qui fonda cette localité et y vécut avec sa famille et ses disciples.